# Solar Eclipse
Solar Eclipse es un videojuego de simulación espacial de 1995 desarrollado y distribuido por Crystal Dynamics, lanzado inicialmente para la Sega Saturn en Norteamérica, Europa y Japón.
Solar Eclipse se desarrolló bajo el título Titan, pero el equipo de marketing estadounidense decidió que se vendería mejor si se publicaba como secuela del videojuego Total Eclipse de 1994, ya que ambos presentaban una jugabilidad y un estilo gráfico similares. En Japón y Europa se publicó como Titan Wars.

## Jugabilidad
Solar Eclipse es un híbrido de shooter sobre raíles y simulación de combate espacial; la dirección general del vuelo de la nave está fijada, pero el jugador puede maniobrar en un área considerable, y podrá elegir entre múltiples rutas en ciertos momentos.

## Desarrollo
El juego se desarrolló en 16 meses.

## Recepción
Los cuatro críticos de Electronic Gaming Monthly le dieron a la versión de Saturn una media de 7,75 de 10. Elogiaron la jugabilidad intensa, la estrategia necesaria para eludir el fuego enemigo y los gráficos sólidos. Captain Squideo de GamePro tuvo una reacción más variada, criticando el vuelo parcialmente sobre raíles y afirmando que los paisajes y los enemigos se tornaban repetitivos. Concluyó que, a pesar de todo, el juego es divertido y «eclipsa a la mayoría de los shooters», pero que estos problemas quitarían las ganas de volver a jugar.